# Nem Vem Que não Tem
«Nem Vem Que não Tem» — песня, написанная Карлосом Империалом и записанная Уилсоном Симоналом в 1967 году и выпущенная на 7-дюймовом сингле в сентябре того же года лейблом Odeon. На стороне «Б» представлена версия традиционной детской песни «Escravos de Jó». Песня была повторно выпущена в ноябре 1967 года на альбоме Alegria, Alegria!!!, а концертная версия представлена на двойном альбоме Show em Simonal, выпущенном в октябре того же года.

## История

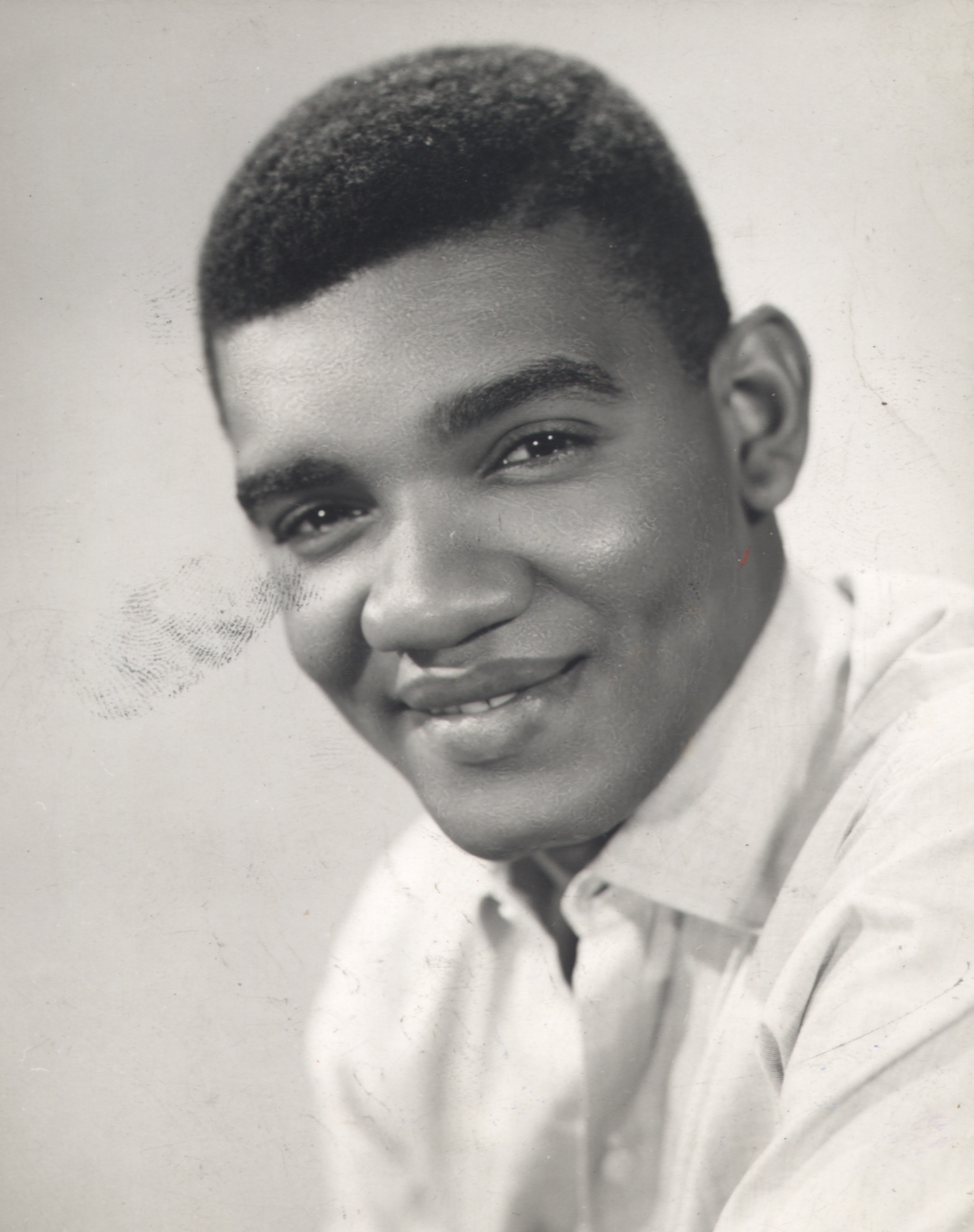
Исполнитель песни Уилсон Симонал

В студийной версии представлены Som Três (группа, аккомпанировавшая Симоналу, с Сезаром Камаргу Мариану на фортепиано, Сабой на басу и Тонинью на барабанах), а также Джеральду Веспар на гитаре и духовых инструментах «с грибами», как назвал эти инструменты певец. Инструменты, которые его сопровождали: Аурино на баритон-саксофоне, Дарси на трубе, его брат Зе Роберто Симонал на саксофоне, Маурилио на трубе и Хуарес на тенор-саксофоне. Песню поддерживает фортепиано Сезара Камарго Мариано, который вместе с гитарой Джеральдо Веспара непрерывно солирует. Тексты песен состоят из различных сленговых выражений, самовозвеличивания и демонстраций озорства. Таким образом, это витрина музыкального жанра и эстетического движения Pilantragem. Песня была представлена в июне 1967 года группе Simonal, весь текст был написан Карлосом Империалом, группа положила его на музыку во время записи телевизионной программы Show Em Si... Monal, которую певец представил на Rede Record. В том же месяце в эфир вышла черновая версия песни, которая впоследствии была использована в концертной записи Show em Simonal, выпущенной в том же году.
Песня была адаптирована на французский язык Пьером Куром и записана Марселем Занини в 1969 году под названием Tu Veux ou Tu Veux Pas. В следующем году кавер-версию песни исполнила Брижит Бардо.